# Список учебных заведений Ярославской области
Профессиональные учебные заведения Ярославской области
Приведены учебные заведения профессионального образования в Ярославской области за пределами Ярославля. Учебные заведения Ярославля см. отдельно.

## Высшее образование
Государственные вузы
- Рыбинский государственный авиационный технический университет имени П. А. Соловьёва (РГАТУ)

Негосударственные вузы
- УГП имени А. К. Айламазяна (УГП)

Филиалы иногородних вузов
- Московский государственный университет приборостроения и информатики (МГУПИ), Углич
- Московский государственный университет технологий и управления (МГУТУ), Углич
- Московский финансово-промышленный университет «Синергия» (МФПУ «Синергия»), Рыбинск
- Современная гуманитарная академия (СГА), Рыбинск
- Российская академия народного хозяйства и государственной службы при Президенте Российской Федерации (РАНХиГС), Рыбинск
- Рыбинский государственный авиационный технический университет имени П. А. Соловьёва (РГАТУ), Гаврилов-Ям и Тутаев
- Ярославский государственный педагогический университет имени К. Д. Ушинского (ЯГПУ), Ростов и Углич

## Среднее профессиональное образование
Государственные ссузы
- Борисоглебский политехнический колледж
- Великосельский аграрный техникум (ВАТ)
- Даниловский политехнический техникум
- Переславский кинофотохимический колледж (ПКФК)
- Пошехонский сельскохозяйственный колледж
- Ростовский педагогический колледж
- Ростовский политехнический техникум
- Ростов-Ярославский сельскохозяйственный техникум (РЯСХТ)
- Рыбинский авиационный колледж (РАК)
- Рыбинский лесхоз-техникум (РЛХТ) в Тихменево
- Рыбинское медицинское училище (РМУ)
- Рыбинский педагогический колледж
- Рыбинский полиграфический колледж (РПК)
- Рыбинское речное училище им. В. И. Калашникова (РРУ) (филиал Московской государственной академии водного транспорта)
- Угличский механико-технологический техникум молочной промышленности
- Угличский педагогический колледж
- Угличский политехнический техникум
- Ярославский кооперативный техникум в Некрасовском
- Ярославский медицинский колледж, Рыбинский филиал
- Ярославский сельскохозяйственный техникум (УМТТ) в Козьмодемьянске

## Начальное профессиональное образование
- Профессиональные лицеи № 31[1], 32, 35, 38 (технический), 46 (сельскохозяйственный)
- Профессиональные училища № 1, 3, 4, 6, 8 (филиал), 17, 19, 20, 23, 25, 33, 34, 37, 39, 40, 41, 45, 47, 51, 53